# Pierre Hedin
Pierre Hedin, född den 19 februari 1978 i Örnsköldsvik, är en svensk före detta ishockeyspelare (back) som spelat många år i Modo. Han har även spelat i Kanada, Schweiz och Tyskland. 1993 vann han Lillstrimmas pris då han utsågs till bäste back när Ångermanland vann TV-pucken. 1998 blev han utsedd till en av JVM:s bästa backar i Helsingfors. 2007 vann han SM-guld med sitt MODO hockey. Säsongen 2009-2010 spelade Hedin i Södertälje SK där han svarade för både 23 poäng på 57 matcher och bra spel. Det resulterade i en förlängning över säsongen 2010-2011. Hedin spelade ett år i Timrå IK och tvingades tyvärr att sluta på grund av svåra benskador, efter en kollision 2012 med Robin Figren, då i LHC.